# Sant Miquel de Lladorre
Sant Miquel de Lladorre és una antiga ermita del poble de Lladorre, en el terme municipal del mateix nom, a la comarca del Pallars Sobirà.